# Afrodrassex balrog
Espèce
Afrodrassex balrog est une espèce d'araignées aranéomorphes de la famille des Gnaphosidae.

## Distribution
Cette espèce se rencontre en Afrique du Sud et en Angola.

## Description
La femelle holotype mesure 2,73 mm et le mâle paratype 1,85 mm, les femelles mesurent de 2,23 à 3,10 mm.

## Systématique et taxinomie
Cette espèce a été décrite par Haddad et Booysen en 2022.

## Étymologie
Cette espèce est nommée en référence à Balrog.

## Publication originale
- Haddad & Booysen, 2022 : « The ground spider genera Leptodrassex Murphy, 2007 and Leptopilos Levy, 2009 (Araneae: Gnaphosidae) in southern Africa, including the description of a new genus and seven new species. » Zootaxa, no 5941(1), p. 1-32.